# STS-93
STS-93は、1999年7月23日に打ち上げられたスペースシャトルのミッションである。スペースシャトルとして95回目、コロンビアとして26回目、また21回目の夜間のスペースシャトルの打上げを記録した。アイリーン・コリンズは、女性として初のスペースシャトル船長を務めた。主なペイロードは、チャンドラである。コロンビアの次の打上げは2002年3月のSTS-109になり、この間にアップグレードされた。打上げはもともと7月20日に予定されていたが、7秒前に中断され、その3日後に成功裏に打ち上げられた。ペイロードは22.7トンを超え、これまでスペースシャトルが運んだ最も重いペイロードとなった。

## 乗組員
- 船長：アイリーン・コリンズ（3度目）
- 操縦士：ジェフリー・アシュビー（英語版）（初）
- ミッションスペシャリスト1：ミシェル・トニーニ（英語版）（2度目）
- ミッションスペシャリスト2：スティーヴン・ホーリー（英語版）（5度目）
- ミッションスペシャリスト3：キャスリン・コールマン（2度目）

## 上昇時のトラブル

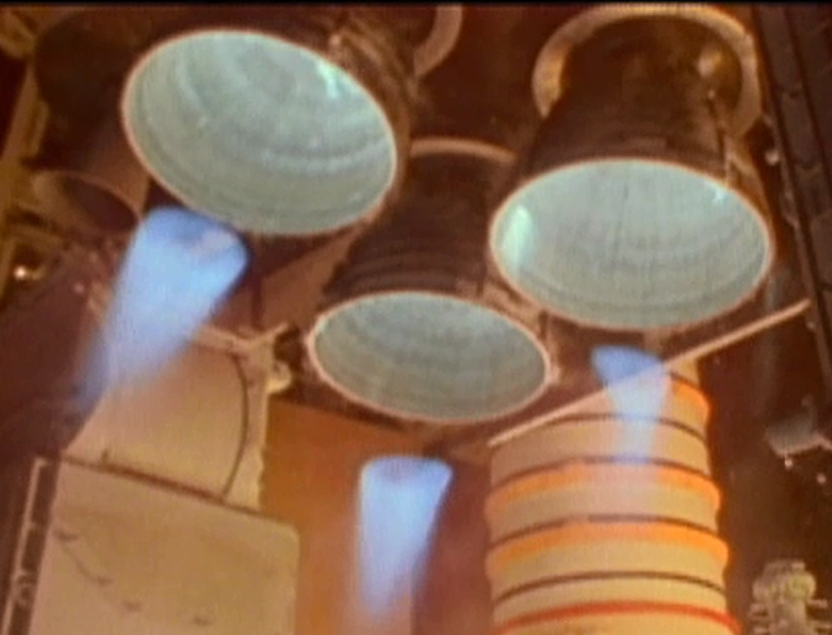
上昇時にメインエンジンの水素ノズルに漏れが発生した

メインエンジンの点火シーケンス中に、スペースシャトルの第3（右）エンジンへの酸化剤の注入口を塞ぐために使用された金のピンが緩んで激しく排出され、エンジンノズルの内面に衝突し、水素を含む3つの冷却チューブを破裂させた。これにより、主燃焼室に向かう漏れが生じた。この異常事と、右エンジンの制御装置によるリークに対する自動応答は、打上げ実施基準を下回ることはなく、正常に打ち上げられた。しかし、打上げから約5秒後、電気系統のショートにより、中央エンジンの一次デジタル制御ユニットDCU-Aと右エンジンのバックアップユニットDCU-Bが無効になった。中央と右のエンジンは残りのDCUで軌道への飛行を続けた。各エンジン制御装置に供えられた予備のDCUがコロンビアとその乗組員を潜在的な災難から救った。もし飛行中に2つのエンジンが停止すれば非常に危険な緊急事態を招き、成功は保証されなかった。電気系統のショートは、脆弱な配線が露出したねじの頭で擦られたのが原因であったと後に明らかになった。この出来事により、全てのオービタで配線の再点検が行われた。
右エンジンの漏れによりSSMEの2つのプレバーナや主燃焼室で漏れた水素が燃焼していないため、制御装置は主燃焼室圧力として間接的に測定された出力や推力の低下を検知した。エンジンの出力を指示されたレベルまで戻すために、制御装置は酸化剤バルブを通常以上に開いた。水素漏れに加え酸化剤消費量が増加し、エンジンにとって適切な酸素/水素混合比6.03から逸脱し、正常よりも熱くなった。上昇中に増加した酸化剤消費量により外部燃料タンクが液体酸素レベルの低さ検知し、予定された燃焼期間の直前に3つのエンジン全てが早期停止した。エンジン停止時の速度は、予定速度(7.77 km/s) に対して 4.6 m/s 不足していたが、機体は安全に目的の軌道に達し、ミッションは計画通り完了した。この事故により、これまで行われていたように、損傷した酸化剤注入口に栓をするのではなく、除去して交換するように、メンテナンス手順が変更された。
この3日前、最初の打上げが試みられた際には、点火シーケンスに入る直前の打上げ7秒前に打上げが中断された。3つのメインエンジンが位置するスペースシャトル船尾の水素ガス濃度を監視していたオペレータが、危険なほど高い値を誤って表示する検出器に騙されて、カウントダウンを手動で中止したためであることが後に判明した。

## ミッションの目的

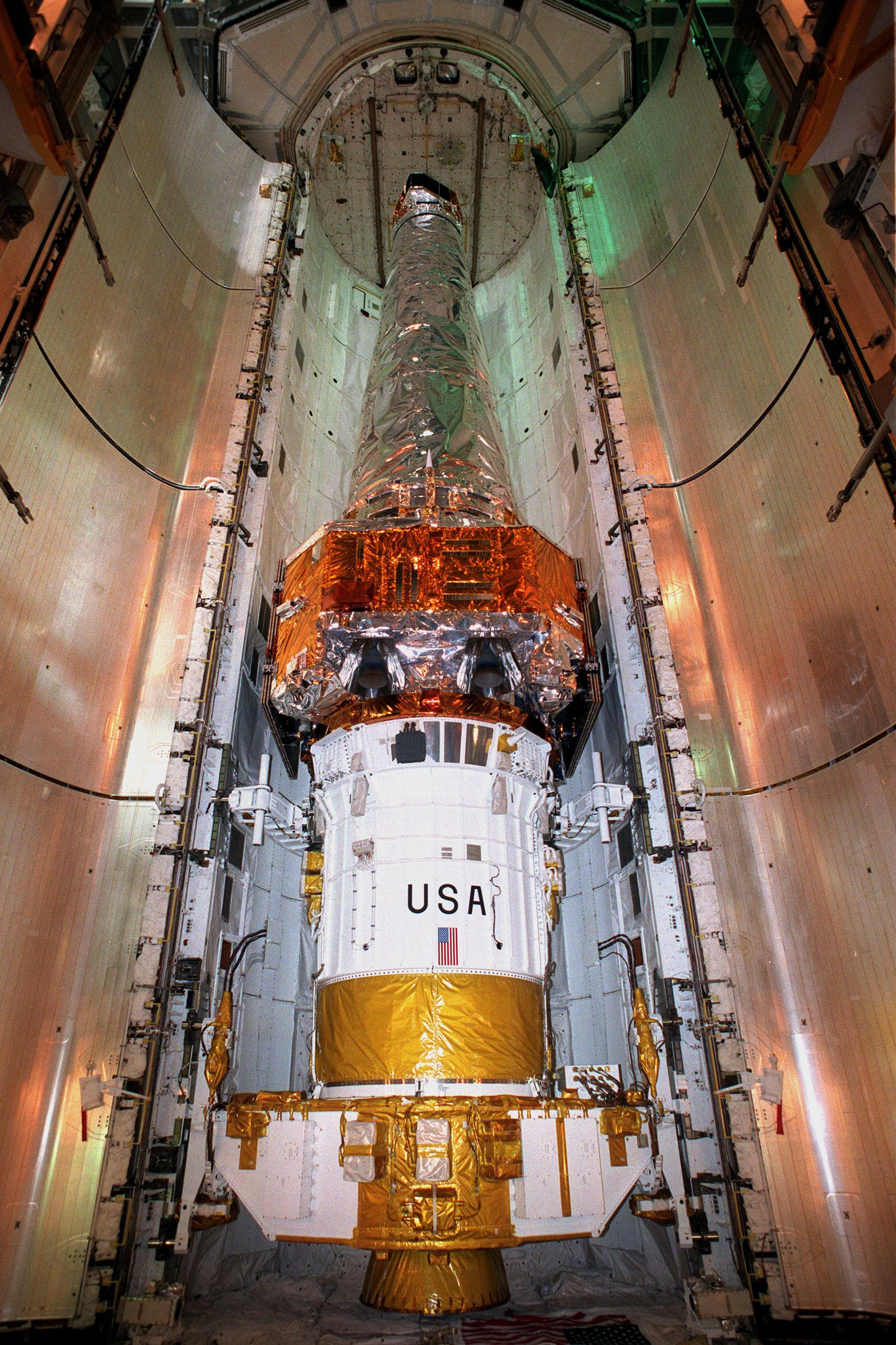
コロンビアのペイロードベイに収められるチャンドラ

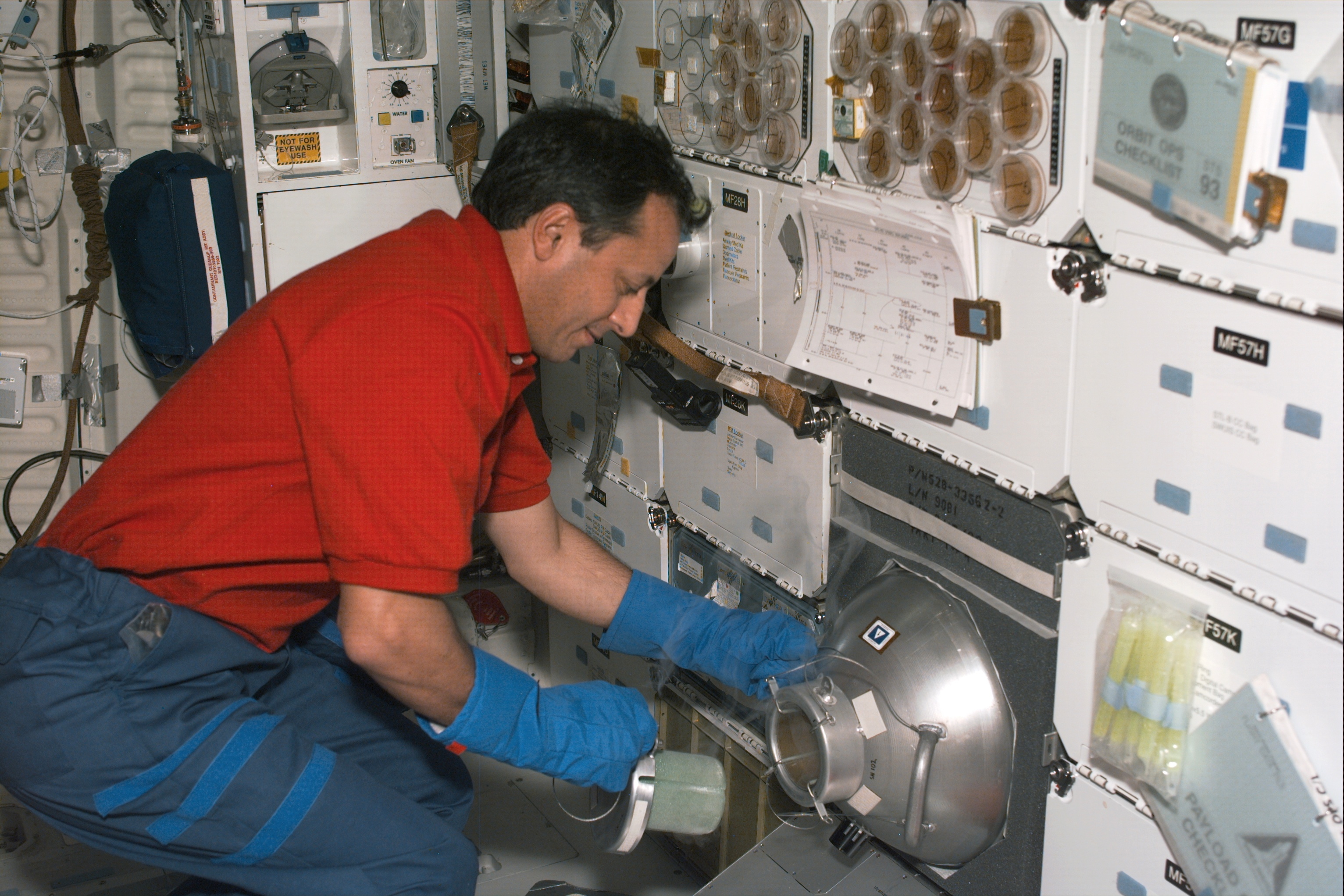
窒素冷却器で作業するミシェル・トニーニ

STS-93の主目的は、慣性上段ロケットによるチャンドラの展開である。打上げ時点で、チャンドラは最も洗練されたX線天文台で、爆発した恒星の残骸等の熱いガス等、宇宙の高エネルギー領域からのX線を観測するように設計されていた。
STS-93のその他のペイロードには、Midcourse Space Experiment (MSX)、Shuttle Ionospheric Modification with Pulsed Local Exhaust (SIMPLEX)、Southwest Ultraviolet Imaging System (SWUIS)、Gelation of Sols: Applied Microgravity Research (GOSAMR)、Space Tissue Loss - B (STL-B)、Light mass Flexible Solar Array Hinge (LFSAH)、Cell Culture Module (CCM)、Shuttle Amateur Radio Experiment - II (SAREX-II)、EarthKAM、Plant Growth Investigations in Microgravity (PGIM)、Commercial Generic Bioprocessing Apparatus (CGBA)、Micro-Electrical Mechanical System (MEMS)、Biological Research in Canisters (BRIC)等があった。
SIMPLEXは、オービタとそのエンジンの点火による超高周波レーダーエコーを観測した。 Principal Investigator（PI）は収集したデータを使用して軌道運動エネルギーが電離層の不規則性に及ぼす影響や排気物質の排出に伴って起こるプロセスを調査した。
SWUISは、マクストフカセグレン式の紫外線望遠鏡と紫外線暗視CCDイメージセンサである。これらにより天体の高感度の測光を可能とした。
GOSAMRは、ゲル化したゾルの形成に与える微小重力の影響を調査する実験である。特に、大きな粒子と小さなコロイド状ゾルからなる均質な複合セラミック前駆体を空間中で製造することができることを実証するを目的とした。
STL-Bは、細胞反応を検出し、誘導するためのほぼリアルタイムでインタラクティブな運用を実証するために、顕微鏡ビデオ撮像システムを用いて培養中の細胞を直接動画観測する実験である。
LFSAHは、形状記憶合金から製造されたいくつかの蝶番で構成されている。形状記憶の蝶番の採用で、太陽電池やその他の宇宙船附属品を衝撃無しに制御しながら展開することができる。LFSAHは、多数の蝶番の配置によるこのような展開方式の可能性を実証した。
CCMは、微小重力ストレスによって誘導される筋肉、骨及び血管内皮の生化学的及び機能的損失のモデルを検証すること、標的細胞における細胞骨格、代謝、膜完全性及びプロテアーゼ活性を評価すること、また組織損失の治療薬を試験することを目的とした。
SAREX-IIは、スペースシャトルと地上のアマチュア無線運用者間のアマチュア短波無線通信の実現可能性を実証した。また SAREXは、アマチュア無線を介してスペースシャトルに乗った宇宙飛行士に直接話すことによって、世界中の学校に宇宙について学ぶ教育機会を提供した。
EarthKAMは、船尾フライトデッキの右舷に取り付けられたElectronic Still Camera (ESC)を用いて地球観測を行った。
PGIMは、宇宙飛行の環境のストレスが植物の生長に与える影響を調査する実験である。植物はストレスのある環境から移動することができないため、環境を検知し、有害な環境に対して直接的な生理学的応答を行うメカニズムを発展させた。
CGBAは、サンプルの形成と貯蔵の機能を持つ。Generic Bioprocessing Apparatus - Isothermal Containment Module (GBA-ICM)は制御された温度下でサンプルの活性化や廃棄を制御し、乗務員による操作、制御、データ伝送に供した。
MEMSは、加速度計、ジャイロスコープ、環境および化学センサーにより、打ち上げ中、微小重力、および再突入の際の環境を調べた。MEMSは自己完結型であり、起動と停止だけを必要とした。
BRICは、小型節足動物及び植物に対する宇宙飛行の影響を調査するために設計された。
コロンビアは、ケネディ宇宙センターに夜間に着陸した。これは12回目のスペースシャトルの夜間着陸となったが、そのうち5回がエドワーズ空軍基地、残りがケネディ宇宙センターであった。

## 特殊な荷物
2001年、コインワールド誌は、1999年6月にアメリカ合衆国造幣局がウェストポイント造幣局で39枚の1ドル金貨を鋳造したと暴露した。硬貨地金は、1/2トロイオンスの25ドルイーグル金貨から特別に用意されたものだった。なぜこれらが鋳造されたのかは謎だったが、2000年に新しく流通したサカガヴィア・ダラーと関連した「プレミアム」なコレクションを提供しようとしたと考えられた。
27枚はすぐに融解され、残りの12枚はSTS-93ミッションでコロンビアに搭載された。その後2枚は、1999年8月の議会の私的な夕食会と11月の公式なサカガウィア・ダラー打刻セレモニーという2つのイベントに現れた。残りは、2001年にフォートノックス金地金保管所に移されるまで、造幣局の金庫に保管された。
2007年、造幣局は、ウィスコンシン州ミルウォーキーで開催されたアメリカ貨幣協会のWorld's Fair of Moneyで、宇宙飛行をした12枚の金貨を初めて公開すると発表した。

## 起床コール
NASAは、ジェミニ計画の頃から宇宙飛行士のために音楽をかけてきた。アポロ15号では、宇宙飛行士の起床のために初めて用いられた Each track was specially chosen, sometimes by their families, and usually had a special meaning to an individual member of the crew or was applicable to their daily activities.。
| 飛行日 | 曲                           | 歌手/作曲家             |
| ------ | ---------------------------- | ----------------------- |
| 2日目  | "Beep Beep"                  | ルイ・プリマ            |
| 3日目  | "Brave New Girls"            | Teresa                  |
| 4日目  | "Someday Soon"               | Suzy Bogguss            |
| 5日目  | "サウンド・オブ・サイレンス" | サイモン&ガーファンクル |
| 6日目  | "A Little Traveling Music"   | バリー・マニロウ        |